# Escola del Bullenhuser Damm
L'escola del Bullenhuser Damm (en català es pot traduir com «escola del dic de Bullenhuus») fou una escola inaugurada el 1910, situada al barri de Rothenburgsort de la ciutat d'Hamburg (Alemanya). Entre els anys 1944 i 1945, l'edifici es transformà en una extensió del camp de concentració de Neuengamme, i el 21 d'abril del 1945 s'hi cometé un dels crims més atroços del nazisme: a penes dues setmanes abans la capitulació de l'Alemanya nazi, en un crim de la fase final, l'unterscharführer Johann Frahm (1901 – 1946) i el metge de la Schutzstaffel Alfred Trzebinski (1902–1946), sota el comandament de l'obersturmführer Arnold Strippel, hi assassinaren vint nens i nenes jueus de cinc a dotze anys –tots víctimes d'experiments pseudocientífics del metge de l'SS Kurt Heissmeyer–, els seus quatre cuidadors i un mínim de vint-i-quatre presoners de guerra soviètics. Haurien seguit les ordres d'Oswald Pohl, obergruppenführer a Berlín, o, segons altres testimonis, del mateix Heinrich Himmler, d'assassinar i fer desaparèixer tots els testimonis dels crims de guerra davant l'apropament de les forces aliades. Segons altres fonts, fou el mateix Heissmeyer que des de Hohenlychen demanà al seu amic Pohl que donés l'ordre de liquidar el seu departament experimental.

## Història
El 1943, l'escola de Rothenburgsort fou un dels pocs edificis que no patí els bombardeigs aliats que destruïren quasi tot el barri durant l'operació Gomorra. Com que la població havia abandonat la zona, la qual havia esdevingut inhabitable, ja no calia cap escola. Vers la fi del 1944, la ciutat d'Hamburg cedí l'edifici a la SS, la qual el transformà en una extensió del camp de concentració de Neuengamme; hi allotjaren almenys 592 presoners, principalment danesos, soviètics i polonesos, que foren utilitzats per a l'evacuació de la runa i la fabricació de blocs de formigó per a la reconstrucció. El camp fou suprimit entre el 9 i l'11 d'abril del 1945 i els presoners foren evacuats al camp de Sandbostel.

### Crim
El 1944, el pneumòleg Kurt Heissmeyer, que era cap d'un centre de rehabilitació per malalts de tuberculosi a Hohenlychen, uns 250 km a l'est d'Hamburg, concebé un projecte experimental. El metge mediocre volia utilitzar «material inferior» –mot del mateix Heissmeyer i expressió nazi per a designar comunistes, marxistes, resistents, treballadors forçats, gais i jueus– per a executar experiments amb l'objectiu d'obtenir, gràcies als resultats dels seus estudis «científics», la promoció com a professor d'universitat. Va obtenir, gràcies a les seves bones connexions amb l'SS per un seu amic, Oswald Pohl, i son oncle, August Heissmeyer (ambdós nazis prominents), l'autorització per instal·lar un barracó especial (l'11, anomenat Sonderabteilung Heissmeyer, que significa «departament especial d'Heissmeyer») com a laboratori a Neuengamme.
Amb l'ajut del metge del camp, Alfred Trzebinski, Heissmeyer volia comprovar la hipòtesi que una segona infecció amb tuberculosi podia suscitar una reacció semblant a una vacuna i provocar la formació d'anticossos, una teoria poc fiable que ja havia estat invalidada. Els seus experiments amb presoners, principalment soviètics adults, foren un fracàs total: molts dels seus subjectes moriren. Eren «voluntaris» que van presentar-se per què el règim alimentari era millor que al bloc dels soviètics. Després d'aquest primer fracàs predictible, Heissmeyer tenia la intenció d'experimentar amb nens: demanà cap a finals d'octubre de 1944 a Josef Mengele, metge al camp d'Auschwitz, un contingent de deu nens i deu nenes d'entre cinc i dotze anys sota el pretext de poder desenvolupar una vacuna contra la tuberculosi. Els nens arribaren al camp el 27 de novembre del 1944. Les tres infermeres poloneses que els acompanyaren foren penjades cinc dies després. Dos infermers neerlandesos, Dirk Deutekom i Anton Hölzel, i dos professors francesos, René Quenouille i Gabriel Florence, tots ells resistents contra els nazis, empresonats, havien d'atendre'ls. Inoculà els nens, mitjançant una ferida al pit, una solució amb bacteris de tuberculosi, feu extirpar els ganglis limfàtics d'un costat, constatà l'absència d'anticossos i, finalment, introduí una sonda pulmonar per la qual vessà un líquid infectat. Dues setmanes després ordenà l'ablació dels ganglis de l'altre costat, tot i constatar que tampoc s'hi desenvoluparen anticossos.
El 20 d'abril, quan les tropes britàniques es trobaven a les fronteres d'Hamburg, Heissmeyer rebé l'ordre de fer desaparèixer les proves i els testimonis dels seus experiments inhumans. Els nens, els seus quatre cuidadadors i almenys vint-i-quatre presoners soviètics foren conduïts al soterrani de l'escola abandonada del Bullenhuser Damm. En aquest punt, el metge de l'SS Alfred Trzebinski els hauria donat una injecció de morfina abans que l'SS Johann Frahm els pengés. Segons el testimoni de Trzebinski durant el judici, els nens estaven tan prims per mor del maltractament que el dogal no es tancava, i Frahm hagué d'agafar-los amb tot el seu pes per poder assassinar-los. Segons l'historiador i conservador del memorial del Bullenhuser Damm, Joachim Lietzke, la injecció anestèsica de morfina esmentada per Trzebinski seria una afirmació no confirmada pels fets i que només hauria emès amb l'objectiu de protegir-se contra l'acusació de crims contra la humanitat. Un cop finalitzada l'execució, els SS pujaren del soterrani per prendre cafè i fumar unes cigarretes, tornaren a Neuengamme i reberen el seu premi: 20 cigarretes i mig litre de schnaps.

### Víctimes
Nens

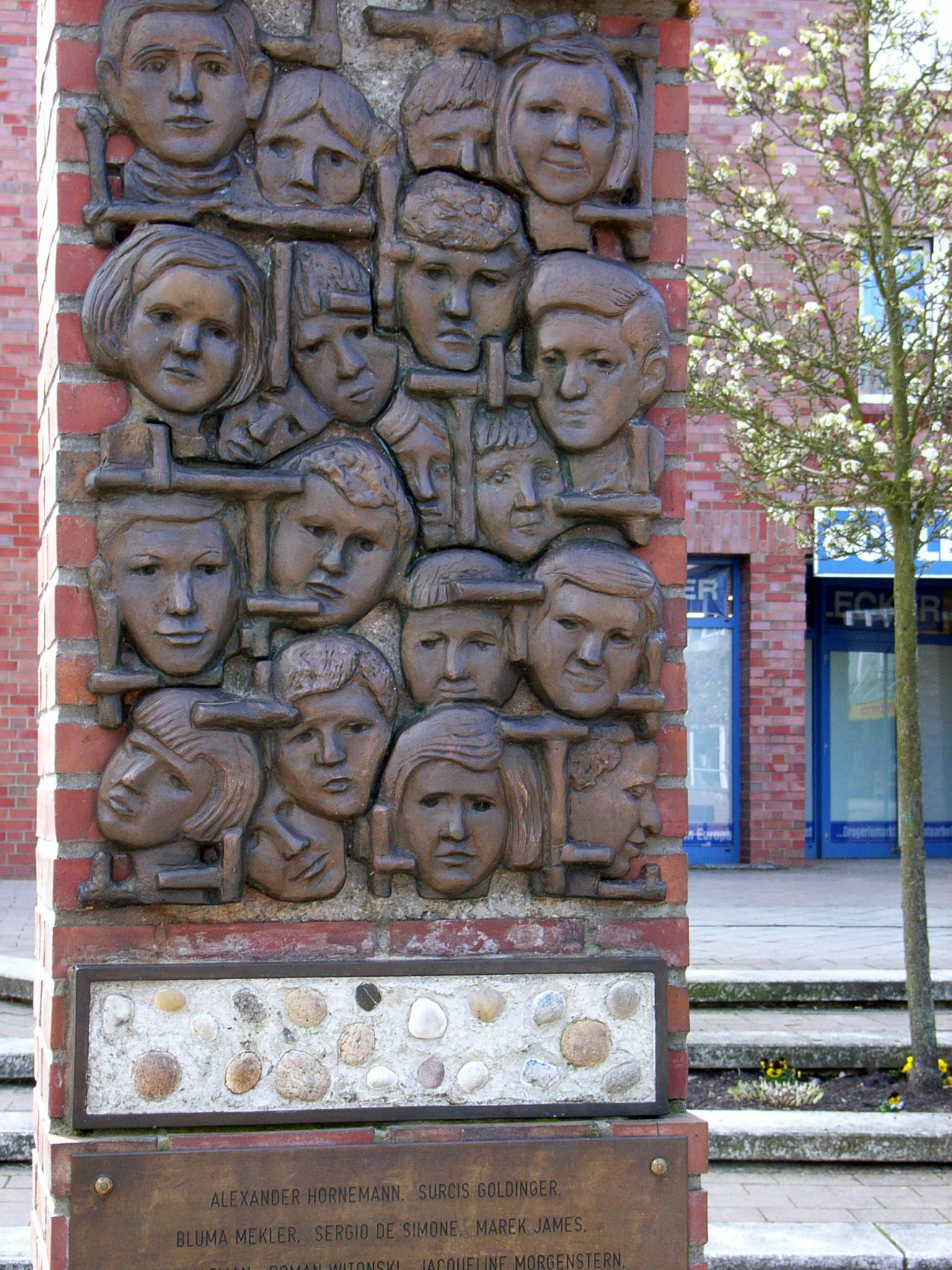
Monument a Burgwedel

- Marek James, nen de sis anys de Radom, Polònia; presoner número B 1159
- H Wassermann, nena sis anys, Polònia
- Roman Witonski, nen sis anys, presoner número A-15160, Polònia, i la seva germana:
- Eleonora Witonska, nena de cinc anys, presonera número A-15159
- Roman Zeller, nen de sis anys, Polònia
- Riwka Herszberg, nena de set anys, de Zduńska Wola, Polònia
- Mania Altmann, nena de cinc anys, de Radom, Polònia
- Sara Goldfinger, nena d'onze anys, de Polònia
- Lelka Birnbaum, nena de dotze anys, de Polònia
- Ruchla Zylberberg, nena de vuit anys, de Zawichost, Polònia
- Eduard Reichenbaum, nen de deu anys, de Katowice, Polònia
- Blumel Mekler, nena d'onze anys, de Sandomierz, Polònia
- Eduard (Edo) Hornemann, nen de dotze anys, d'Eindhoven, Països Baixos, i el seu germà:
- Alexander Hornemann, nen de nou anys, d'Eindhoven, Països Baixos
- Georges-André Kohn, nen de dotze anys, de París, França
- Jacqueline Morgenstern, nena de dotze anys, de París, França
- Sergio de Simone, nen de set anys, de Nàpols, Itàlia; presoner número 179694
- Marek Steinbaum, nen de deu anys, de Radom, Polònia
- Lea Klygermann, nena de dotze anys, polonesa, presonera número A 16959

Cuidadors
- Professor René Quenouille (nascut el 1887 a Sarlat e la Canedat, França)
- Professor Gabriel Florence (nascut el 1884 a Alsàcia, França)
- Anton Hölzel (nascut el 1909 a Deventer, Països Baixos), obrer, resistent
- Dirk Deutekom (nascut el 1895), tipògraf i opositor a la deportació dels jueus neerlandesos

Presoners soviètics
- Un mínim de vint-i-quatre presoners soviètics, dels quals no se'n coneix ni el nom ni la raó del seu assassinat. Durant la instrucció del sumari de la Casa Curio es va ometre indagar les raons del seu assassinat. No hi ha tampoc declaracions d'altres presoners sobre el succés. Segons les historiadores Groschek i Vagt, només hi ha hipòtesis sense resposta: eren víctimes d'experiments amb adults de Heissmeyer?, eren un contingent de presoners deixat per fer les últimes obres després de l'evacuació de la dependència del camp de Neuengamme al carrer Spaldingstrasse vers Sandbostel, i que havien esdevingut testimonis molestos?[11]

### Perpetradors
Els deu perpetradors foren els següents:
- Wilhelm Dreimann (1904–1946): policia, guarda del camp de Neuengamme, conegut com «el botxí de Neuengamme». Segons el testimoni de Frahm, Dreimann penjà els presoners adults i els dos primers nens. El 1946 fou condemnat a mort als judicis de la Casa Curio.
- Johann Frahm (1901–1946): fou format al camp de concentració de Sachsenhausen. Participà en l'assassinat dels nens i dels adults. Fugí prop de la seva família a Kleve però l'octubre de 1945 fou arrestat i el 1946 condemnat a mort als judicis de la Casa Curio a Hamburg. Finalment, fou executat l'11 d'octubre.
- Dr. Kurt Heissmeyer (1905–1967): metge a Hohenlychen. Col·laborà amb Trzebinski, el metge del camp de Neuengamme que executava sota les seves ordres els experiments amb adults i nens. Fugí a la República Democràtica Alemanya, on s'establí com a pneumòleg. El 1964 fou identificat i el 1966 arrestat a Magdeburg i condemnat a perpetuïtat per crims contra la humanitat pels seus experiments mortífers amb humans. Morí a la presó.
- Ewald Jauch (1902–1946): del 1940 al 1944 fou guarda i relator a Neuengamme, i des del desembre de 1944 fou el director de l'extensió del camp al Bullenhuser Damm. Per la seva participació en l'assassinat dels nens, el 1946 fou condemnat a mort a un dels judicis de la Casa Curio a Hamburg, i fou executat el 8 d'octubre.
- Max Pauly (1907–1946): botiguer que s'afilià el 1930 al Partit Nacional Socialista dels Treballadors Alemanys i el 1932 a la SS. Des del 1942 fou el comandant del camp de Neuengamme. Rebé l'ordre de l'SS a Berlín d'eliminar els nens i la transmeté a Alfred Trzebinski. Fou condemnat a mort i executat el 8 d'octubre del 1946 a Hameln.
- Hans Friedrich Petersen (1897–1967): unterscharführer i conductor del camió que conduí els nens i sis presoners adults al Bullenhuser Damm. Mai no fou acusat ni interrogat com a testimoni. Morí el 1967 a Sønderborg (Dinamarca).
- Adolf Speck (1911–1946): començà com a guarda al camp de Neuengamme i fou promogut com a comandant de la bòbila del camp. Acompanyà el transport dels nens i vigilà els presoners adults durant la nit del crim. El 1946 fou condemnat a mort i executat el 8 d'octubre.
- Arnold Strippel (1911–1994): membre de la SS, va ser destinat a diversos camps de concentració del 1934 al 1945. Des del maig del 1944 fou actiu a Neuengamme i responsable principal de la gestió de les seves múltiples extensions, de les quals l'escola del Bullenhuser Damm n'era una. El 1945 s'amagà sota noms falsos. El 1948 fou arrestat però alliberat per manca de proves, i l'1 de juny de 1948 va ser condemnat a perpetuïtat a Frankfurt del Main per l'assassinat de 21 jueus a Buchenwald. Va ser alliberat el 1969. El 1970 després d'un recurs, l'acusació fou rebaixada a «col·laboració a l'assassinat» i la pena fou reduïda a 6 anys de presó; a més, obtingué una compensació de 121.500 marcs alemanys pels anys passats de més a la presó. El 1975 fou condemnat a tres anys i mig per col·laboració a l'assassinat al camp de Majdanek, però no hagué de tornar a la presó per raons de salut. Als anys 1980 s'obrí una nova causa criminal contra ell a Hamburg pels assassinats de presoneres del camp de Vught, sense condemnes. Fou interrogat sobre la seva participació en els assassinats del Bullenhuser Damm mentre era a la presó el 1965: ho negà tot i el judici fou sobresegut el 1967. El 1979, Strippel es querellà contra la revista Stern, que havia publicat la història del Bullenhuser Damm, i obtingué una indemnització. Un nou judici a Hamburg, iniciat el 1983, fou novament anul·lat el 1987 per raons de salut. Strippel morí en llibertat el 1994 a Frankfurt del Main.
- Dr. Alfred Trzebinski (1902–1946): fou, des del 1941, metge dels camps d'Auschwitz i de Majdanek. El 1943 fou destinat a Neuengamme. Organitzà el departament especial de Heissmeyer i executà els experiments mèdics concebuts per Heissmeyer. Participà en l'assassinat dels nens. Provà d'amagar-se després de la guerra, però fou arrestat el febrer de 1946 i condemnat a mort durant els judicis de la Casa Curio a Hamburg.
- Heinrich Wiehagen (1911–1945): unterscharführer a Neuengamme, ajudà Dreimann i Frahm amb l'execució dels presoners adults al soterrani del Bullenhuser Damm. El 1945 hagué de tancar els presoners a les naus que l'SS assajava evacuar per tal d'amagar els seus crims. Fou abatut a la Badia de Lübeck mentre disparava a presoners que provaven de fugir nedant.

### Després de la guerra

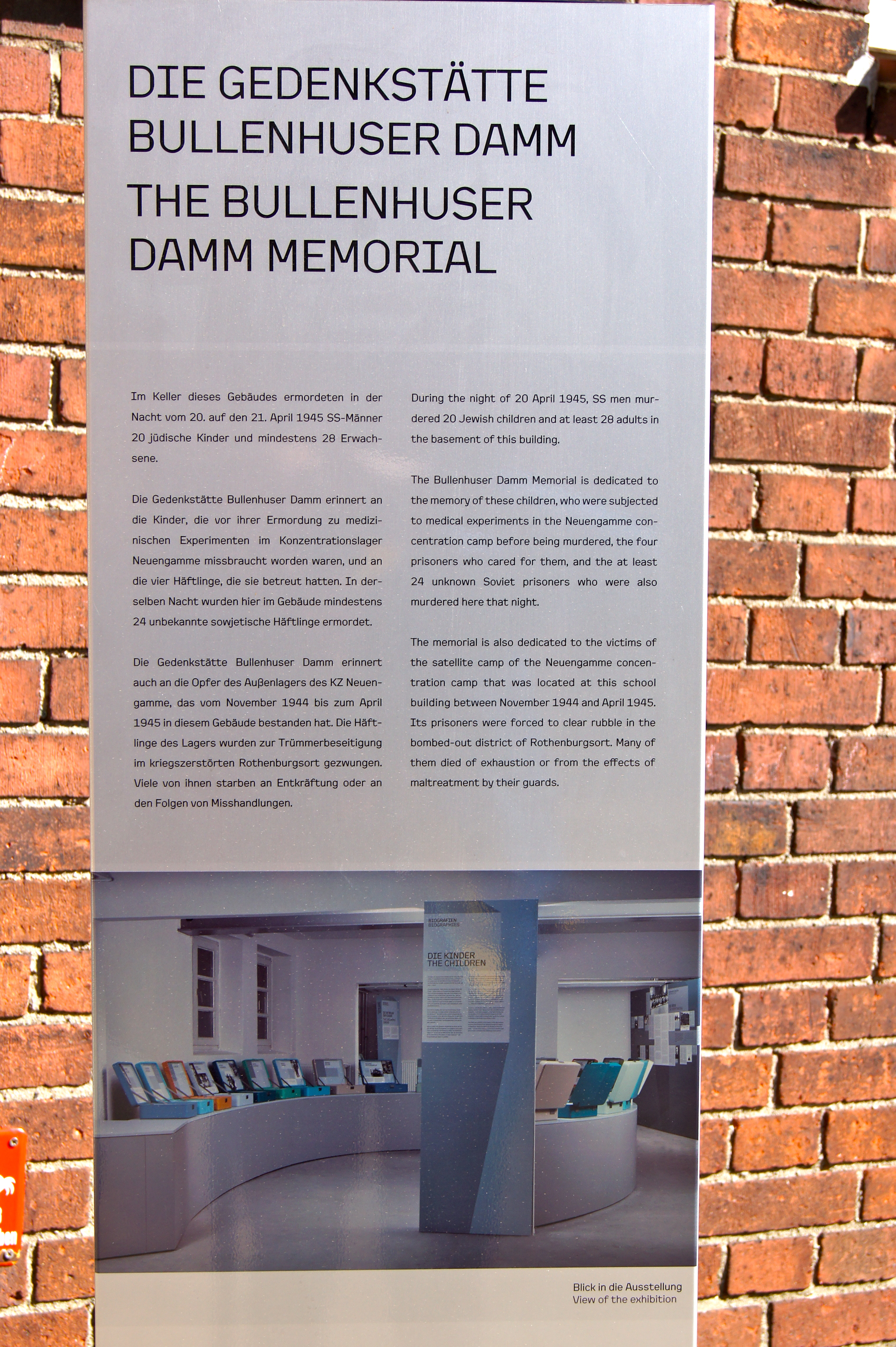
Placa informativa de l'entrada del lloc de commemoració.

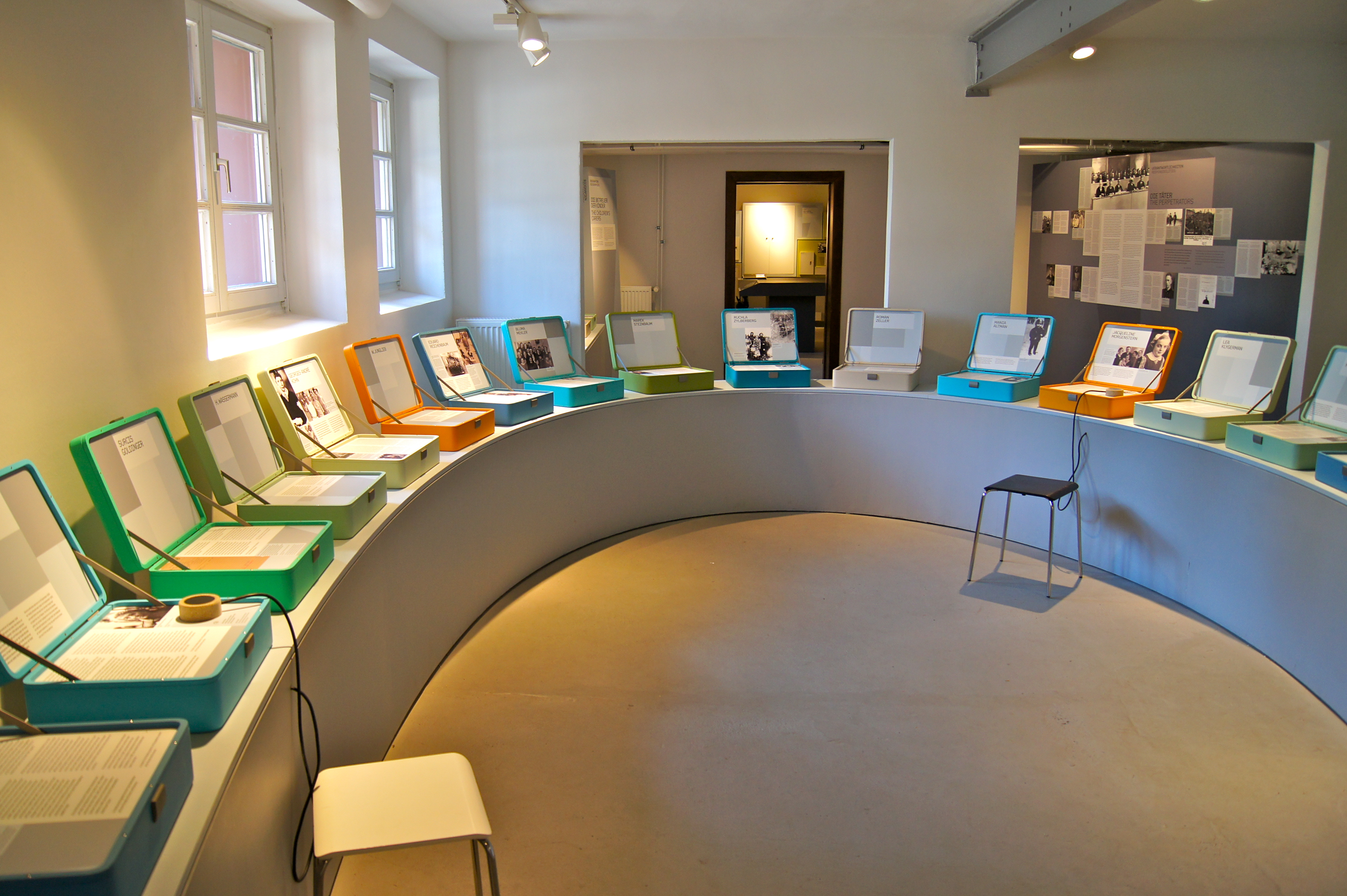
Sala del museu dedicada a les biografies dels nens: cada maleta simbolitza la vida d'una persona.

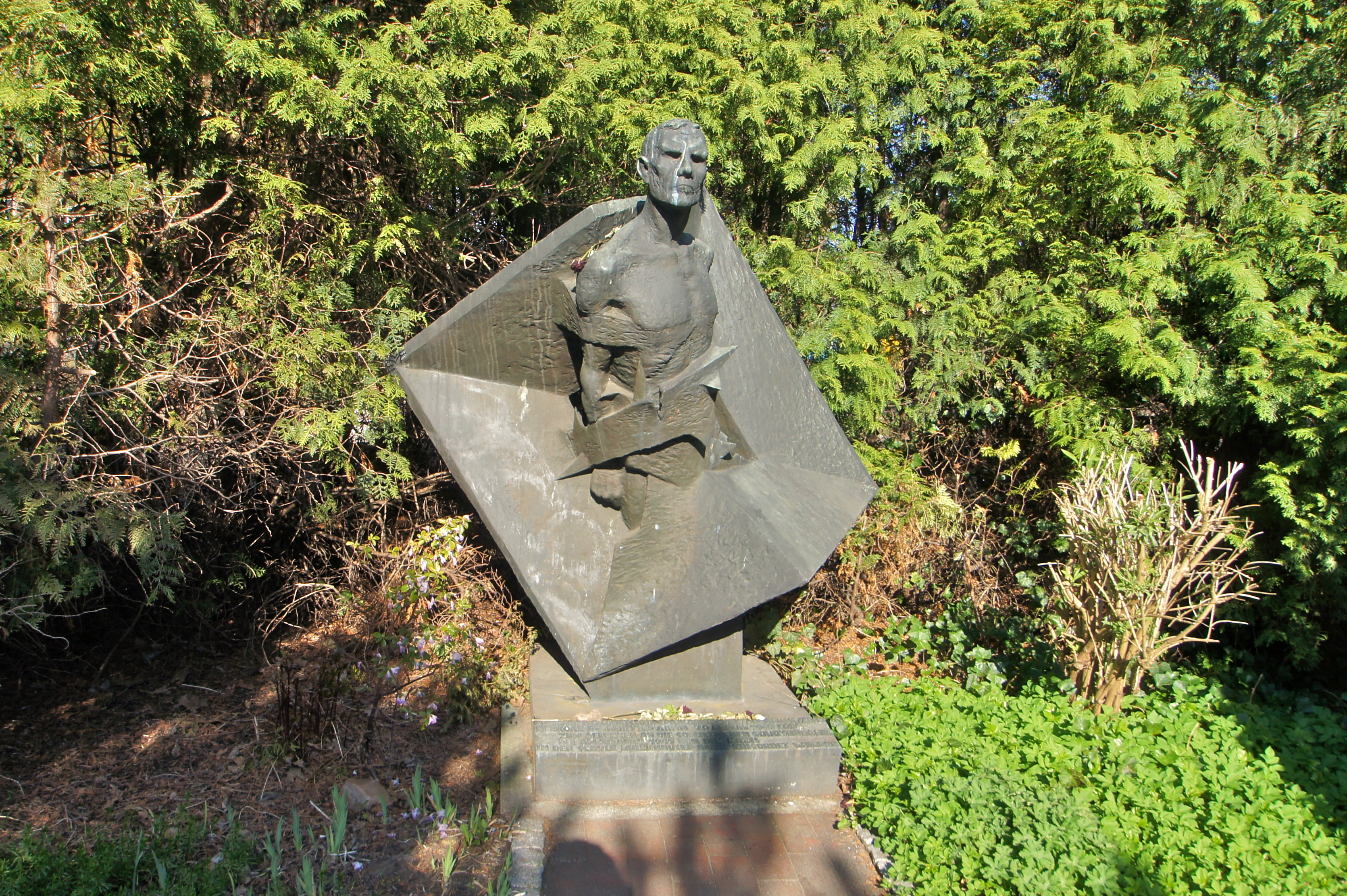
Monument a les víctimes soviètiques de l'escultor Anatolij Mossijtschuk.

Després de la Segona Guerra Mundial, l'edifici serví per acollir els serveis meteorològics marítims i des del 1948 tornà a la seva funció d'escola, en la qual ningú parlava als escolars dels fets: l'assassinat dels nens semblava oblidat. Des del 1950, els membres de l'Associació dels perseguits pel règim nazi (Vereinigung der Verfolgten des Naziregimes – Bund der Antifaschistinnen und Antifaschisten) posen flors al soterrani el dia de l'aniversari del crim. El 1963 s'inaugurà una primera placa commemorativa en la qual s'ignoraren les víctimes soviètiques.
El 1956, Monika, la filla de Fritz Bringmann (1918-2011), presoner de Neuengamme i testimoni dels judicis de la Casa Curio, publicà un article a la pàgina per a nens del diari Norddeutsches Echo sobre la massacre de l'escola del Bullenhuser Damm. Bringmann fou interrogat per la policia secreta alemanya (Verfassungsschutz), que considerava l'article com a propaganda comunista, considerant que el crim descrit era massa exagerat per poder ésser veritable. Bringmann els ensenyà les actes dels judicis de la Casa Curio, els quals la policia secreta desconeixia completament. De 1970 a 1995, Bringmann, «combatent incansable contra l'oblit», fou el president de l'associació Amicale Internationale KZ Neuengamme.
El periodista Günter Schwarberg i la seva esposa, l'advocada Barbara Hüsing, començaren a indagar la història del lloc vers la fi dels anys 1970. Gràcies a la seva insistent recerca i la publicació d'una sèrie d'articles a la revista Stern, a poc a poc es pogueren identificar familiars de 16 de les 20 víctimes, els quals ignoraven completament on i com havien mort els seus fills, germans o nets. El 20 d'abril del 1979 s'aplegaren 2000 persones davant de l'escola i es fundà l'Associació dels nens de Bullenhuser Damm. Es posaren panels informatius al soterrani sobre els crims que s'hi havien perpetrat 34 anys enrere. El 1980, el Senat de la ciutat d'Hamburg qualificà el lloc de monument i dedicà l'escola a Janusz Korczak, un metge polonès que fou assassinat el 1942 a Treblinka, juntament amb els nens de l'orfenat del qual n'era el director. El 21 d'abril del mateix any, uns neonazis feren esclatar una bomba davant l'escola. El 1985 s'inaugurà un roserar darrere l'escola, on qualsevol persona pot plantar un roser en memòria de les víctimes; s'hi troben també pedres commemoratives dedicades als nens i, per primera vegada, també als soviètics assassinats.
El 1986, un tribunal internacional acusà la justícia federal alemanya de tàctiques dilatòries en l'elucidació dels crims nazis. En general, la justícia alemanya de la postguerra no s'afanya massa a esbrinar i perseguir els crims dels nazis. El cas de l'SS Arnold Strippel n'és un exemple. Fins i tot el 1996, un fiscal formulà una acusació contra un panel informatiu del soterrani de l'escola en el qual s'explicava la negligència del poder judicial i en el qual s'havien publicat citacions de l'argumentació per rebatre algunes acusacions. El fiscal Helmut Münzberg qualificà els crims de Strippel d'«assassinat per raons fútils», però argumentà contra l'acceptació de la condició agreujant d'«assassinat cruel». Després de la seva instrucció sumarial en preparació del judici del 1967, Münzberg digué textualment en el seu informe:
| «                               | (català) Les indagacions no donaren proves amb prou certesa que els nens havien sofert excessivament abans de morir. Molts elements indiquen, ans al contrari, que perderen la consciència després de la primera injecció i que, a part d'això, no perceberen res de la resta del que passà amb ells. Tret del fet que els prengueren la vida, no els afegiren cap dolor suplementari i no hagueren de sofrir corporalment o psicològicament durant molt de temps. | (alemany) Die Ermittlungen haben nicht mit der erforderlichen Sicherheit ergeben, daß sich die Kinder über Gebühr lange quälen mußten, bevor sie starben. Im Gegenteil spricht manches dafür, daß sämtliche Kinder gleich nach Empfang der ersten Spritze das Bewußtsein verloren und aus diesem Grunde alles weitere, was mit ihnen geschah, nicht wahrgenommen haben. Ihnen ist also über die Vernichtung ihres Lebens hinaus kein weiteres Übel zugefügt worden, sie hatten insbesondere nicht besonders lange seelisch oder körperlich zu leiden. | » |
| — Helmut Münzberg, fiscal, 1967 | | |   |

El maig de 2005, el ministre de finances de la ciutat estat d'Hamburg, el democristià Wolfgang Peiner, proposà vendre l'escola del Bullenhuser Damm en una llista d'edificis públics que haurien esdevingut superflus. Després de protestes de l'oposició, Peiner abandonà el projecte.

## Reconeixement i commemoració
El 1987 es tancà l'escola del Bullenhuser Damm, però l'edifici commemoratiu roman encara al seu lloc. El 20 d'abril de 1995 els carrers de Burgwedel, una urbanització nova de Schnelsen al nord-oest d'Hamburg, reberen els noms dels nens assassinats, un espai de joc a Verona es dedicà a Sergio de Simone, i un carrer de París al professor Florence. D'altra banda, cada any a l'escola del Bullenhuser Damm i a la plaça Roman Zeller s'organitza una cerimònia in memoriam dels fets. Aquesta darrera s'organitza en col·laboració amb les escoles primàries del barri, la comunitat luterana Cristòfor i uns pròxims de les víctimes.
El lloc commemoratiu es pot visitar tots els diumenges. El servei dels museus d'Hamburg organitza fora de les hores d'obertura visites comentades per a grups o escoles. En una primera sala s'expliquen el funcionament de l'extensió del camp de Neuengamme i els experiments mèdics amb humans, les víctimes, els seus cuidadors i els perpetradors. La segona sala mostra documents, records personals de testimonis i la persecució penal dels perpetradors. Pel que fa als 24 (o més) presoners soviètics assassinats, no se'n saben ni els noms.